# 필녀
"필녀(必女)"는 한국에서 제작된 정소영 감독의 1970년 멜로드라마 영화이다. 남궁원 등이 주연으로 출연하였고 강대진 등이 제작에 참여하였다.

## 출연

### 주연
- 남궁원
- 김윤정
- 도금봉

## 기타
- 조명: 권수용
- 미술: 이문현